# Маслов, Анатолий Александрович
Маслов Анатолий Александрович (род. 7 августа 1946) — российский физик, специалист по гидродинамике. Лауреат премии им. Н. Е. Жуковского и премии им. Б. Н. Петрова. Занимается проблемами ламинарно-турбулентного перехода, имеющими важное приложение для уменьшения сопротивления летательных аппаратов. Доктор физико-математических наук, профессор Новосибирского государственного технического университета. В 2022 году был арестован по обвинению в передаче секретных данных по своим разработкам Германии.

## Биография
В 1973 защитил кандидатскую диссертацию «Устойчивость сжимаемого пограничного слоя над охлаждаемой поверхностью».
В 1988 защитил докторскую диссертацию по теме «Возникновение турбулентности в сверхзвуковых пограничных слоях». В том же году молодой доктор наук возглавил лабораторию физических проблем управления газодинамическими течениями Института теоретической и прикладной механики имени С. А. Христиановича СО РАН, где сумел применить свой опыт экспериментальной работы на больших аэродинамических установках и численного моделирования задач сверхзвуковой аэродинамики. С 2018 года лабораторию возглавляет ученик Маслова, Андрей Сидоренко.
Был профессором кафедры аэрогидродинамики Новосибирского государственного технического университета.
Преподавал дисциплины «Динамика вязких жидкостей, газа и струй», «Динамика вязкого газа и турбулентность», «Закрученные потоки», «Струйные и отрывные течения».
28 июня 2022 года был арестован по обвинению в государственной измене и прямо из зала суда специальным рейсом отправлен в Москву, в Лефортовский СИЗО. Учёного обвинили в передаче секретных данных по своим разработкам Китаю. По словам Василия Фомина, коллеги Маслова по институту, Маслова и его коллег принуждали к работе с зарубежными организациями по заданию российского правительства, «а теперь учёные, получается, стали виноваты». Маслов, по словам Фомина, кроме Китая работал с Германией и с американским «Боингом».
По словам научного сообщества, учёному вменяется то, что является обычной практикой для учёных —выступления с докладами на международных конференциях, публикации статей в международных журналах, и участие в международных научных проектах.
3 июля в новосибирском Академгородке около памятника академику Валентину Коптюгу возник стихийный мемориал в честь Анатолия Маслова и другого новосибирского учёного, Дмитрия Колкера, также арестованного по обвинению в госизмене и умершего под арестом. К вечеру цветы и табличка исчезли, а возле памятника появился наряд полиции. На следующий день, 4 июля, акция была повторена возле памятника Михаилу Лаврентьеву — снова с фотографиями Маслова и Колкера и с требованиями освобождения Маслова. Новый стихийный мемориал также был быстро ликвидирован сотрудниками полиции. В августе 2022 года по обвинению в госизмене был арестован и Александр Шиплюк — директор института, в котором работает Маслов.
21 мая 2024 года Санкт-Петербургским городским судом приговорён к 14 годам колонии строгого режима. Рассмотрение дела в суде проходило в закрытом режиме из-за грифа «Совершенно секретно». Свою вину не признал.

## Награды
- Орден Дружбы (2007)[3]
- Премия первой степени имени профессора Н. Е. Жуковского (1996)[3]
- Почётная грамота Президиума Верховного Совета РСФСР (1991)[3]
- Благодарственное письмо Председателя Правительства Российской Федерации В. В. Путина (2012)[3]
- Премия первой степени имени академика Г. И. Петрова (2012)[3]

## Публикации
Статьи в журналах I—II квартиля:
- Maslov A.A., Mironov S.G., Poplavskaya T.V., Kirilovskiy S.V. Supersonic flow around a cylinder with a permeable high-porosity insert: experiment and numerical simulation // J. Fluid Mech. 2019. Vol. 867. P. 611—632
- Fedorov A.V., Soudakov V., Egorov I., Sidorenko A.A., Gromyko Y.V., Bountin D.A., Polivanov P.A., Maslov A.A. High-speed boundary-layer stability on a cone with localized wall heating or cooling // AIAA Journal. 2015. Vol. 53, No. 9. P. 2512—2524
- Aniskin V.M., Mironov S.G., Maslov A.A., Tsyryulnikov I.S. Supersonic axisymmetric microjets: structure and laminar-turbulent transition // Microfluidics and Nanofluidics. 2015. Vol. 19, No. 3. P. 621—634
- Sidorenko A.A., Budovskiy A.D., Maslov A.A., Postnikov B.V., Zanin B.Y. Zverkov I.D., Kozlov V.V. Plasma control of vortex flow on a delta wing at high angles of attack // Exp Fluids. 2013. Т. 54, № 8. С. 1-12
- Bountin D., Chimitov T., Maslov A., Novikov A., Egorov I., Fedorov A., Utyuzhnikov S. Stabilization of a hypersonic boundary layer using a wavy surface // AIAA Journal. 2013. Vol. 51. P. 1203—1210
- Maslov A.A., Kudryavtsev A.N., Mironov S.G., Poplavskaya T.V., Tsyryulnikov I.S. Wave processes in a viscous shock layer and control of fluctuations // J. Fluid Mech. 2010. Vol. 650. P. 81-118